# Ignazio Donati
Ignazio Donati (ca. 1570 - 21 de enero de 1638) fue un compositor Italiano de la temprana música Barroca. Fue uno de los pioneros del estilo  Concertato Motet

## Biografía
Donati nació en Casalmaggiore, cerca de Parma. Poco se sabe sobre sus primeros años, pero él debe haber tenido una profunda formación musical temprana. La sucesión de puestos en diversas catedrales en las ciudades italianas está bien documentado: sirvió sucesivamente en Urbino, Pesaro, Fano, Ferrara, Casalmaggiore, Novara y Lodi, y finalmente consiguió el prestigioso puesto en la Catedral de Milán en 1629, que mantuvo con un breve descanso hasta su muerte.

## Su Obra
Donati escribió conciertos sagrados, motets, misas y salmos. La mayoría de la música de Donati es sagrada, y su estilo tiende hacia la alegría, la luz, y lo práctico. Escribió motetes utilizando el nuevo estiloConcertato surgido de los compositores de la Escuela Veneciana, aunque no se asoció con Venecia a sí mismo. La mayor parte de su música es de dos a cinco voces con acompañamiento instrumental incluyendo Basso continuo, y algunas de sus obras, por ejemplo el libro de salmos, existen en varias versiones para distintos tipos de rendimiento, con diferente instrumental y fuerzas vocales.
En algunos de su música, fue aún más lejos y sugiere ideas de rendimiento de varios de cantar sólo unas pocas partes, a la utilización de coros múltiples con doble instrumental, basado en los recursos del conjunto del espectáculo y el tipo de efecto deseado por la ocasión de rendimiento . Este tipo de consejos prácticos rara vez se encuentra en los escritos que acompañan la música de los compositores de la Escuela Veneciana , que había masivo, virtuoso, bien pagados conjuntos a su disposición, pero habría sido esencial para los establecimientos musicales en las pequeñas ciudades de provincia en Donati, que funcionó.
Además de sus motetes concertante y otros mixtos de música vocal-instrumental, escribió algunas masas relativamente conservador, que, sin embargo, no están en el polifónicos Palestrina estilo, sino encontrar un segundo plano entre elstile anticoy la más moderna tonalidad armónica la práctica.